# Lee Won-hee
Lee Won-hee (19 de julho de 1981) é um judoca sul-coreano aposentado. Foi medalhista de ouro nos Jogos Olímpicos de Verão de 2004 em Atenas.
foi um judoca fenomenal que conquistou o título olímpico de 73 kg em Atenas. Lee foi Campeão do Mundo em 2003, em Osaka. Mais tarde, tornou-se treinador da equipa coreana, ensinando uma nova geração que conduziu a novos campeões olímpicos. Fez um regresso notável em junho de 2023, voltando ao peso U73kg aos 41 anos.